# Glochidion obscurum
Glochidion obscurum là một loài thực vật có hoa trong họ Diệp hạ châu. Loài này được (Roxb. ex Willd.) Blume mô tả khoa học đầu tiên năm 1826.